# 法福寺 (豊島区)
法福寺（ほうふくじ）は、東京都豊島区にある曹洞宗の寺院。

## 歴史
1600年（慶長5年）、洞谷仙龍によって開山された。元々は浅草北清島町（現・台東区東上野）に位置していたが、1919年（大正8年）に現在地に移転した。
墓地には、考証学者の狩谷棭斎や元旗本で曹洞宗僧侶の鈴木正三の墓がある

## 交通アクセス
- 新庚申塚停留場より徒歩5分。